# Miguel Ángel Díaz Martínez
Miguel Ángel Díaz Martínez (n. Madrid; 1967), licenciado en Ciencias Matemáticas y viajero nato. Es profesor de matemáticas, realizando su labor docente en varios institutos de enseñanza secundaria de Madrid, tales como el IES Sierra de Guadarrama, en Soto del Real.
Esta labor la ha compaginado con la realización de diversos viajes en bicicleta por todo el mundo, de los cuales ha dejado constancia en varios libros de viaje. También elabora guías de senderismo y cicloturismo, y colabora con algunas revistas de viajes y aire libre. Actualmente imparte clases en el IES Sierra de Guadarrama en Soto del Real (Madrid)

## Viajes y obra
- "De la Alcarria al Himalaya". Comprar aquí.

En enero de 1996 emprendió un gran viaje partiendo de Sigüenza hasta Katmandú, capital de Nepal. Fueron 12.000 kilómetros de distancia durante doce meses sobre su bicicleta Kora, robada tres días después de su regreso.
- "Dos huellas hacia el sur". Comprar aquí.

En 1998, junto a Natalia Cárcamo, Miguel Ángel comenzó un largo viaje por América, tomando San Francisco como punto de partida, hasta la Ushuaia, Argentina. Recorrieron pedaleando 24 000 kilómetros durante más de un año.

- "15 rutas por la Naturaleza de Sigüenza y el Parque Natural del río Dulce". Ediciones de la Librería Rayuela, 2001.
- "La ruta del Duero. Guía de cicloturismo". Ediciones Ámbito, 2005.

Relata, junto J. Alberto López, la ruta del río Duero, desde su nacimiento en los Picos de Urbión, hasta su desembocadura en Oporto.
- "Las mejores excursiones por la Sierra de Ayllón". Ediciones El Senderista, 2003.
- "Las mejores excursiones por las Sierras Desconocidas de Guadalajara". Ediciones El Senderista, 2004.
- "Las mejores excursiones por las Sierras, Hoces y Pinares de Segovia". Ediciones El Senderista, 2007.

Además de los viajes descritos en sus libros, Miguel Ángel también ha viajado, por supuesto sobre dos ruedas, a lugares como Cuba, Sri Lanka,Islandia, Tayikistán, Georgia  y ha escrito artículos para varias publicaciones de prensa, tales como El País, Grandes Espacios o Aire libre.